# 吳旦 (明朝)
吳旦（?—?），字而待，號蘭皋。廣西蒼梧沙頭鎮人。

## 生平
幼时聪敏，十歲能文，早年為诸生，師事黄佐（泰泉），嘉靖十六年（1537年）舉人。授官歸州（今湖北秭归县）知州。擢升山西按察司佥事。与欧大任、梁有誉、黎民表、李时行等結社南園，称为南園後五子。著有《蘭皋集》。